# Anastassia Salina
Pour les articles homonymes, voir Salina.
Anastassia Valentinovna Salina (en russe : Анастасия Валентиновна Салина) est une joueuse de volley-ball russe née le 30 décembre 1988 à Volgodonsk. Elle mesure 1,81 m et joue au poste de passeuse. 

## Clubs
| Club                    | De        | À         |
| ----------------------- | --------- | --------- |
| Impouls Volgodonsk      |           | 2002-2003 |
| Ouralotchka NTMK        | 2003-2004 | 2013-2014 |
| VC Almaty               | 2014-2015 | 2014-2015 |
| Sparta Nijni Novgorod   | 2015-2016 | 2015-2016 |
| Hapoël Ironi Kiryat Ata | 2016-2017 | 2016-2017 |
| ES Le Cannet            | 2017-2018 | 2017-2018 |
| VK Severianka           | 2018-2019 | …         |

## Palmarès
- Coupe de la CEV
  - Finaliste : 2014.